# Зайково (Псковский район)
Зайково — деревня в Карамышевской волости Псковского района Псковской области России.
Расположена в 7 км к югу от села Карамышево и в 40 км к востоку от центра города Пскова.

## Население
Численность населения деревни по состоянию на 2000 год составляла 2 человека.